# Klaus Überla
Klaus Überla ist ein deutscher Mediziner, Virologe und Hochschullehrer. Er ist Direktor des Virologischen Instituts – Klinische und Molekulare Virologie des Uniklinikums Erlangen,  Inhaber des Lehrstuhls für Klinische und Molekulare Virologie und erster Prodekan der medizinischen Fakultät der Friedrich-Alexander-Universität Erlangen-Nürnberg.

## Leben und Wirken
Überla schloss am Lehrstuhl für Immunologie der FU Berlin seine Promotion ab. Im Jahr 1993 wechselte er an das Institut für Klinische und Molekulare Virologie der Friedrich-Alexander-Universität Erlangen-Nürnberg. 1998 nahm er den Ruf der Universität Leipzig an und wurde Professor am dortigen Institut für Virologie. Von 2001 bis 2015 war er Lehrstuhlinhaber für Virologie an der Ruhr-Universität Bochum. 2015 wurde Überla Direktor des Virologischen Instituts und Lehrstuhlinhaber für Klinische und Molekulare Virologie der Friedrich-Alexander-Universität Erlangen-Nürnberg.
Von 2017 bis 2024 war Überla Mitglied der STIKO, zuletzt als deren Vorsitzender.
Seine Forschungen umfassen die Entwicklung und Charakterisierung neuer Immunisierungsverfahren gegen HIV/AIDS und virale Erkrankungen der Atemwege.